# Litauische Eishockeyliga 1998/99
Die Saison 1998/99 war die achte Spielzeit der litauischen Eishockeyliga, der höchsten litauischen Eishockeyspielklasse. Meister wurde zum insgesamt achten Mal in der Vereinsgeschichte der SC Energija.

## Modus
In der Hauptrunde absolvierte jede der vier Mannschaften insgesamt 18 Spiele. Der Erstplatzierte der Hauptrunde traf im Meisterschaftsfinale auf den für dieses direkt qualifizierte SC Energija. Für einen Sieg erhielt jede Mannschaft drei Punkte, bei einem Unentschieden gab es ein Punkt und bei einer Niederlage null Punkte.

## Hauptrunde
|    | Klub                              | Sp | S  | U | N  | Tore   | Punkte |
| -- | --------------------------------- | -- | -- | - | -- | ------ | ------ |
| 1. | Litauische U18-Nationalmannschaft | 18 | 18 | 0 | 0  | 151:34 | 54     |
| 2. | Nemunas Rokiškis                  | 18 | 12 | 0 | 6  | 119:55 | 36     |
| 3. | Poseidonas Elektrenai             | 18 | 6  | 0 | 12 | 62:80  | 18     |
| 4. | Ledo Arena Kaunas                 | 18 | 0  | 0 | 18 | 46:209 | 0      |

Sp = Spiele, S = Siege, U = unentschieden, N = Niederlagen, OTS = Overtime-Siege, OTN = Overtime-Niederlage, SOS = Penalty-Siege, SON = Penalty-Niederlage

## Playoffs

### Spiel um Platz 3
- Nemunas Rokiškis – Poseidonas Elektrenai 9:2/6:3

### Finale
- SC Energija – Litauische U18-Nationalmannschaft 7:3/7:1